# Uk-ssi Nam Jeong-gi
Uk-ssi Nam Jeong-gi (욱씨남정기?, lett. "La signorina Temperamento e Nam Jeong-gi"; titolo internazionale My Horrible Boss, conosciuta anche come Ms. Temper and Nam Jung-gi e Bad Tempered Grown-ups) è una serie televisiva sudcoreana trasmessa su JTBC dal 18 marzo al 7 maggio 2016.

## Trama
Il direttore del dipartimento marketing dell'azienda di cosmesi Golden Chemicals, Nam Jeong-gi, è tanto gentile che i suoi colleghi lo chiamano "Padre Teresa" e "UNICEF ambulante". Non c'è niente che possa turbarlo, tranne la sua collega Ok Da-jung, che ha un temperamento tanto brutto da essere soprannominata "Da-jung di fuoco" e non rimane particolarmente colpita dalla natura affabile di Jeong-gi. Al contrario, la sua bontà le fa dare il peggio di sé.

## Personaggi
- Ok Da-jung, interpretata da Lee Yo-won
- Nam Jeong-gi, interpretato da Yoon Sang-hyun
- Nam Bong-gi, interpretato da Hwang Chan-sung
- Nam Woo-joo, interpretato da Choi Hyun-joon
- Nam Yong-gab, interpretato da Im Ha-ryong
- Kim Hwan-kyu, interpretato da Son Jong-hak
- Ji Yoon-ho, interpretato da Song Jae-hee
- Jo Dong-kyu, interpretato da Yoo Jae-myung
- Han Young-mi, interpretata da Kim Sun-young
- Park Hyun-woo, interpretato da Kwon Hyun-sang
- Jang Mi-ri, interpretata da Hwang Bo-ra
- Caposquadra Shin, interpretato da Ahn Sang-woo

## Ascolti
| Episodio | Data di trasmissione | Dati AGB | Dati TNMS |
| -------- | -------------------- | -------- | --------- |
| 1        | 18 marzo 2016        | 1,088%   | 1,6%      |
| 2        | 19 marzo 2016        | 1,127%   | 1,3%      |
| 3        | 25 marzo 2016        | 2,079%   | 1,9%      |
| 4        | 26 marzo 2016        | 1,875%   | 2,4%      |
| 5        | 1 aprile 2016        | 2,308%   | 2,3%      |
| 6        | 2 aprile 2016        | 2,104%   | 2,5%      |
| 7        | 8 aprile 2016        | 2,402%   | 2,7%      |
| 8        | 9 aprile 2016        | 2,406%   | 2,7%      |
| 9        | 15 aprile 2016       | 2,255%   | 2,4%      |
| 10       | 16 aprile 2016       | 2,410%   | 2,9%      |
| 11       | 22 aprile 2016       | 2,530%   | 2,6%      |
| 12       | 23 aprile 2016       | 2,354%   | 2,3%      |
| 13       | 29 aprile 2016       | 2,308%   | 2,7%      |
| 14       | 30 aprile 2016       | 2,673%   | 2,5%      |
| 15       | 6 maggio 2016        | 3,191%   | 3,4%      |
| 16       | 7 maggio 2016        | 2,774%   | 3,4%      |
| Media    | Media                | 2,243%   | 2,475%    |

## Colonna sonora
1. The Witch Neighbor (이웃집 마녀) – Every Single Day
2. Today (오늘 하루) – Kang San-e
3. All Right – Black Swan
4. Cutie Girl – Kim So-yun
5. Game – Song Young-kyung
6. I See It Often (우연치고 자주 보네요) – Song Ha-ye
7. Met You By Chance (어쩌다 마주친 그대) – 2MAX
8. My Table Strings
9. Night Club
10. Fun Work
11. Roman
12. Blame
13. Good Boy Bad Girl
14. Witch Strings
15. Deep Tension
16. Crook
17. Happiness
18. OK Love Strings
19. Hug Me